# Silene bitlisensis
Silene bitlisensis är en nejlikväxtart som beskrevs av Tugay och Ertugrul. Silene bitlisensis ingår i släktet glimmar, och familjen nejlikväxter. Inga underarter finns listade i Catalogue of Life.